# Jet van Vuuren
Jet van Vuuren is het pseudoniem van de Nederlandse thrillerschrijfster Hennie de Groot (Amsterdam, 28 december 1956).

## Biografie
De Groot, die werkzaam was als beeldend kunstenaar en boekhandelaar, debuteerde in 2011 als Jet van Vuuren met de thriller ‘Zomerdruk’. Daarvoor had ze tweemaal de verhalenwedstrijden van dagblad Trouw gewonnen, waarmee ze een masterclass van Kristien Hemmerechts kreeg.
Van Vuuren gaf creatieve workshops en cursussen waarvan het boek ‘Nazomeren, waarom het leven leuker is als je geen twintig meer bent' een direct resultaat was en de aanleiding vormde tot haar verdere schrijverschap. Sindsdien richt ze zich nog uitsluitend op schrijven en is gestopt met haar beeldende werk.

### Overige publicaties
- 2011 – Hittegolf (minithriller, exclusieve uitgave voor het weekblad Margriet)
- 2012 – Hondsdagen (kort verhaal, exclusieve uitgave ter gelegenheid voor ‘de maand van het spannende boek’ bij TrosKompas)
- 2016 – Baklava (kort verhaal) EPUB (ISBN 9789045210186)
- 2020 - Mijn man (kort verhaal) Margriet

## Bestseller 60
| Boeken met noteringen in de Nederlandse Bestseller 60 | Jaar van verschijnen | Datum van binnenkomst | Hoogste positie | Aantal weken | Opmerkingen |
| ----------------------------------------------------- | -------------------- | --------------------- | --------------- | ------------ | ----------- |
| Bed & breakfast                                       | 2015                 | 21-01-2015            | 41              | 2            |             |
| De oppas                                              | 2015                 | 07-10-2015            | 56              | 1            |             |
| De minnaar                                            | 2018                 | 02-05-2018            | 48              | 1            |             |
| Liegbeest                                             | 2019                 | 23-01-2019            | 50              | 1            |             |
| Gifspoor                                              | 2020                 | 05-08-2020            | 50              | 1            |             |
| Obsessie                                              | 2022                 | 17-08-2022            | 17              | 1            |             |
| Nieuwbloed                                            | 2023                 | 19-07-2023            | 42              | 1            |             |
| Kwaadbloed                                            | 2025                 | 05-02-2025            | 54              | 1            |             |